# 桑山元晴
桑山 元晴（くわやま もとはる）は、安土桃山時代から江戸時代前期にかけての武将、大名。別名に直晴。大和国御所藩初代藩主。官位は従五位下・伊賀守。

## 略歴
永禄6年（1563年）、尾張国で桑山重晴の次男として誕生。豊臣秀長、秀保に仕えて、朝鮮出兵では甥・一晴と共に朝鮮に渡海して転戦。
文禄3年（1594年）、秀保が没し大和豊臣家が断絶すると豊臣秀吉に直仕し、慶長元年（1596年）、大和御所で8,000石。
慶長3年（1598年）8月、秀吉の死により遺物・景則の刀を受領。
慶長5年（1600年）の関ヶ原の戦いでは東軍に与して、自ら大谷吉継の鉄砲組頭を討ち取る武功を挙げたことから、戦後に大和葛上郡において2,000石を恩賞として与えられた。同年、父重晴が孫の一晴に（4万石中）3万石の領地を譲って隠居したが、一晴は元晴に1万石を分与して支藩としたが、元晴はその1万石のうち2,000石を父の養老料としたので、御所藩1万石の初代藩主となった。
慶長11年（1606年）に父重晴が亡くなると、遺領のうち1万石を元晴の長男・清晴が相続し、元晴は6,000石を受け継ぐ。慶長14年（1609年）に清晴が勘気を蒙って改易されると、その所領であった和泉国谷川藩領1万石も与えられて、2万6,380石を領する大名となった。
慶長19年（1614年）の大坂の陣においては、先手衆の藤堂高虎の配下で天王寺口に布陣。元和元年（1615年）の夏の陣では、弟の貞晴・甥の一直と共に、先鋒の水野勝成に従って道明寺口で戦い、首級17を挙げている。その後も兄弟で高力忠房に従って大坂方残党を追討した。
元晴は古田織部から茶の湯について学んだ茶人でもあったが、弟の貞晴 (小傳次)も同じく茶人であり、帰陣後、二人は徳川秀忠の邸宅に招かれて茶を立て、このときに常陸国下妻で放鷹の地を褒美として与えれらた。
元和6年（1620年）7月20日、死去。享年58。跡を次男・貞晴が継いだ。